# Uzletište na Banovom brdu
Uzletište (poletište) na Banovom brdu pokraj  Popovca u Baranji. Koristi ga Klub ekstremnih sportova ETO (Extreme Team Osijek) za svoje aktivnosti.
Uzletište se nalazi na 205 mnm (metara nad morem), a visinska razlika do sletišta je 104 m. Pogodno je za početnike, ali i za već iskusne pilote. Smjer je NW (sjeverozapad). Brdo je prvi put testiralo 12. siječnja 2006. godine šest letača iz Hrvatske, Mađarske i SiCG. Prvi rekord brda u neprekidnom letenju je sat i 30 minuta. 

## Vanjske poveznice
- Extreme Team Osijek  Arhivirana inačica izvorne stranice od 17. veljače 2006. (Wayback Machine)